# Glischropus bucephalus
Glischropus bucephalus (Csorba, 2011) è un pipistrello della famiglia dei Vespertilionidi diffuso in Indocina.

## Descrizione

### Dimensioni
Pipistrello di piccole dimensioni, con la lunghezza dell'avambraccio tra 32,1 e 35,7 mm e un peso di circa 7 g.

### Aspetto
La pelliccia è lunga. Il colore generale del corpo è  marrone scuro, con la punta dei peli bruno-giallastra. Il muso è largo, con due masse ghiandolari sui lati. Le orecchie sono di dimensioni moderate, ben separate tra loro, con l'estremità arrotondata e scure. Il trago è relativamente sottile, con la punta arrotondata e leggermente piegato in avanti. Le membrane alari sono attaccate posteriormente alla base delle dita del piede, mentre il calcar ha un lobo centrale ben sviluppato. Alla base del pollice è presente un cuscinetto rosato di forma ovale lungo circa 3 mm. La pianta dei piedi è ispessita e priva di pigmento. La coda è lunga ed inclusa completamente nell'ampio uropatagio.

## Biologia

### Comportamento
Si rifugia all'interno delle canne di bambù, in particolare negli internodi.

### Riproduzione
Una femmina che allattava è stata catturata nel mese di maggio.

## Distribuzione e habitat
Questa specie è conosciuta in Thailandia, Myanmar sud-orientale, Vietnam e Laos centrali e meridionali e nella Provincia di Mondulkiri, nella Cambogia orientale
Vive nelle foreste secondarie di Dipterocarpi, foreste collinari di sempreverdi e prati dove sono presenti piante di bambù gigante.

## Conservazione
Questa specie, essendo stata scoperta solo recentemente, non è stata sottoposta ancora a nessun criterio di conservazione.